# بلویه اوزرو
بلویه اوزرو (انگلیسی: Beloye Ozero) یک شهرک در شهرستان گافوریسکی استان باشقیرستان کشور روسیه است.